# Дивний рукопис, знайдений у мідному циліндрі
«Дивний рукопис, знайдений у мідному циліндрі» (англ. A Strange Manuscript Found in a Copper Cylinder) — науково-фантастичний утопічний роман англоканадського письменника та вченого Джеймса де Міля. Є першим науково-фантастичним романом Канади. На думку авторитетного критика Джона Клюта є одним з найкращих фантастичних творів XIX ст.

## Історія створення
Автором твору є канадський науковець де Міль, професор університету Далхаузі (провінція Нова Шотландія), який цікавився мандрівками та класичною літературою. На думку деяких дослідників на створення мав вплив твір Едгара Аллана По «Нарис Артура Гордона Піма з Нантакету». Крім того, є схожі мотиви з романами Артура Конан Дойла «Загублений світ» та Едгара Райса Барроуза «Земля той час забула». 
Дата створення роману достеменно невідома. Його було надруковано у газеті «Harper's Weekly» вже після смерті автора окремими частинами. Повне видання відбулося друкарнею «Гарпери та брати» у Нью-Йорку (США) 1888 року. Після цього опубліковано у Канаді та Великій Британії.

## Сюжет
У морі знаходять мідний циліндр, де міститься опис загадкової країни поблизу Південного полюса, а саме — в середині Земної кулі. Автором рукопису є британський моряк Адам Мор. 
«Автор» розповіді зазнав кораблетрощі біля Тасманії. Втім зумів врятуватися. Пройшовши через підземний тунель вулканічного походження, він опинився у досі небаченому світі. Тут мешкають доісторичні тварини та риби. 
Жителі антарктичної утопії розмовляють «косекінською мовою», що має подібність до семитської мовної родини. Вони практикують канібалізм і проповідують культ Темряви, бідності, зневаги багатства та поклоніння «гуманній» смерті під назвою Косекін. 
В описі побуту мешканців Косекіну вважається сатира на соціалістичні течії, що тоді починали набувати популярності. При цьому автор фактично виступає на захист класичних західних цінностей.

## Екранізація
За мотивами роману було створено серіали у Великій Британії й Австралії.

## Премія «Мідний циліндр»
На честь цього твору названо канадську премію. Лауреат отримує приз ручної роботи у вигляді мідного циліндра.